# Душан Радовић Кондор
Душан Радовић Кондор (? — Вишеград, октобар 1944) је био српски и југословенски официр, артиљеријски капетан Југословенске војске, командант Прве трстеничке бригаде Расинског корпуса и потом командант Златиборског корпуса Југословенске војске у Отаџбини.

## Биографија

### Априлски рат
Априлски рат 1941. године затекао је Радовића на месту командира ваздушне одбране код Цветкове механе у Београду.

### Други светски рат
Негде у децембру 1941. године, после операције Михаиловић, Радовић се придружио групи потпуковника Драгослава Павловића и почетком јануара 1942. године одлази на Гоч, где формира Прву трстеничку бригаду и постаје њен командант. Из тих првих дана рата, остало је сачувано сећање његовог заменика капетана Радослава Филиповића:
Дивим се Кондору како уме са народом, иако није одрастао на селу. Његов благ осмех, симпатичан, привезује свакога с ким дође бар једном у додир. Сељаци су га заволели. Осећам да му годи овај ретки успех. Овај његов успех је од општег значаја, јер сада, више него икада, народ иде за вођама које добро познаје, цени и за које мисли и верује да су праве народне вође. Кондор је заиста такав. Крупан, развијен – пун мушке снаге права Херцеговца. Коса више црна него смеђа, бујна до рамена. Ситни таласи дају јој још лепши изглед. Лице округло, нежно, али се на њему види умор. Бркови ретки, а брада још ређа. Са тог разлога се и брија. Правилне црте лица, крупне интелигентне очи, високо чело, чине Кондора лепим и допадљивим младићем. Он је свестан тога и успеха код жена. То потврђује и његова УХУ. Свака му је реч одмерена, али снажна. Пријатан, тих баритон осваја. Кондор – мој друг и пријатељ – артиљеријски официр, има ноге мало на „о” од јахања. На то и не мисли, јер зна да тако мора да буде. Пун је духа и шале; добар козер, а још бољи саветодавац. Скроман и неразметљив својом духовном снагом, а поносан на своје мушке лепоте. Кондор, артиљерац, командир батерије ваздушне одбране Београда – у почетку рата – код ”Цветкове механе”, очевидац погибије Цветкове уз чашу пива, немоћни посматрач распрскавања сопствених „ћар” граната; а сада командант бригаде, шумски официр, богат патњама и вашима разних боја и величина – иде кроз народ, бодри га, улива му снагу и веру на боље дане, који долазе. Народни вођа и мисионар равногорске мисли. Ја – његов ратни друг и сарадник, делим са њим добро и зло – па и вашке.
До пролећа 1943. године, Радовић је био командант Прве трстеничке бригаде Расинског корпуса Југословенске војске у Отаџбини. У договору са командантом Србије дивизијским генералом Мирославом Трифуновићем, покушао је да две трстеничке бригаде издвоји у засебан корпус, будући да је сам Расински корпус обухватао превелику територију. Тада то није прошло, а генерал Драгољуб Михаиловић је у овоме видео подривање ауторитета команданта корпуса Драгутина Кесеровића, због чега је Радовића дисциплински казнио и послао у Босну. Међутим, пошто је смењен капетан Милорад Митрић са места команданта Златиборског корпуса, ова прилика се одлично указала и Радовић је именован за његовог команданта. Обављао је послове управника радионице за израду бомби у селу Миоковци код Чачка.
Дужност команданта Прве трстеничке бригаде предао је свом заменику капетану Филиповићу, који је тај догађај овако описао у свом ратном дневнику:
Видиш, овај наш посао, рад са народом, врло је компликован и тежак. Треба бити обазрив и веома тактичан. Погрешиш ли, онемогућио си прво себе, а онда и општа ствар губи, јер људи беже у супротни табор, рекао му је поред осталог Кондор. Следило је упутство како да се открије и предупреди грешка: народ је био ”искварен политиком”, многи су имали нерасчишћене рачуне од пре рата и само су гледали како да се освете један другоме. Требало је свакога саслушати, али ”ни у ком случају” не узимати здраво за готово то што се чује, већ поредити са другим, трећим, четвртим… Последњи Кондоров савет гласио је: Запамти једно: болећивости не сме бити ни према коме, када је у питању тежи грех према општој ствари. Пакује ствари, певуши, збиждуће, али осећам да му је растанак тежак. Целог јутра није ме погледао у очи. Избегава сусрет желећи да тако избегне моменат слабости, који у оваквим случајевима наиђе и поред све отпорности професионалног војника. Војници, који иду са њим, весели су, јер ће тамо видети Чичу. Заиста, за њих, ретка част. Они и не мисле на дуг и тежак, а врло опасан пут… Стискасмо руке један другоме, чврсто, искрено, другарски и братски. Загрли ме уз искрен стисак… Колона је одмицала низа страну, Душко је ишао за војницима не осврћући се. Посматрао сам их како одмичу и нестају иза јелика док ме је нешто гушило, а очи се пуниле сузама… Оде Душко…
За релативно кратко време, подигао је бројно стање Златиборског корпуса са 400 на 2.200 припадника. Почео је да издаје Видовдан као билтен корпуса, а у њему је објављивао и своје песме.
Новембра 1943. године, генерал Михаиловић је прихватио Радовићев предлог и одобрио му да формира Теренску тајну службу (ТЕТАС), која је деловала на терену под контролом Златиборског корпуса, али и ван његове зоне одговорности. Прво командант је био сам Радовић, а 18. децембра 1943. године га је заменио капетан II класе Антоније Миличић. Главни задатак ТЕТАС-а био је успостављање контраобавештајних група у редовима окупатора, партизана, Српског добровољачког корпуса, као и служби и формација под командом Милана Недића. Радовић је успео да успостави обавештајну везу са Сарајевом, Загребом и Новим Садом.
Уз помоћ своје службе, Радовић је открио да једна учитељица из ужичког села Варда доставља партизанима информације о деловањима четника, те је издао наређење за њену ликвидацију. Група која је послата да изврши тај задатак, ликвидирала је и њеног љубавника који се ту затекао, а касније се испоставило да је реч о сестрићу поручника Филипа Ајдачића, команданта Црногорске бригаде Пожешког корпуса. Ајдачић се на његовој сахрани зарекао на освету.
Након једне борбе са партизанима око Ужица, септембра 1944. године, Радовић је повукао Златиборски корпус према Вишеграду. У граду је сместио свој штаб у један хотел на Дрини, а у соби је становао са вереницом, кћерком армијског генерала Петра Недељковића. Дана 8. октобра 1944. године, у Радовићев штаб је упала група Ајдачићевих четника и ликвидирала обоје. Према изворима, одсекли су му главу и однели Ајдачићу, док су тело бацили у Дрину.
Истрагу о Радовићевом убиству, покренуо је капетан Миломир М. Коларевић, који га је наследио на месту команданта Златиборског корпуса. Ипак, истрага никада није окончана, будући да је командант Групе корпуса краљеве гарде потпуковник Никола Калабић издао наређење за премештање корпуса услед потребе борби.

## Оптужбе за ратне злочине
Радовић је поменут у оптужници на Београдском процесу 1946. године против генерала Михаиловића и других оптужених, под оптужбом да је почетком августа 1944. године заклао два америчка пилота француског порекла, који су се принудно спустили падобраном код Лима.
Почетком августа 1944, Душан Радовић - зв. Кондор, командант Михаиловићевог Златиборског корпуса, заклао је два америчка авијатичара француског порекла који су се били принудно спустили падобранима код реке Лима.
Одбрана генерала Михаиловића је на расправи одржаној 3. јула 1946. године, затражила да се на ове околности саслушају амерички ваздухопловци Сконел, Вини, Лебл и Хам, од којих је стигла потврда да су живи. Тужилац Милош Минић је реаговао да за тиме нема потребе, те да исто треба узети као готову чињеницу, будући да постоји недвосмислена потврда да нису убијени.

## Занимљивости
Академик Љубомир Симовић помиње Радовића у свом роману Ужице са вранама, као озлоглашеног и контроверзног капетана. Такође, о њему је написао и Песму о ношењу одсечене главе Душана Радовића Кондора кроз села и преко планина Западне Србије. Историограф и публициста Милослав Самарџић, који се бави проучавањем историје Југословенске војске у Отаџбини, тврди да је од кустоса Народног музеја Ужице добио информацију да Симовић није код њих долазио ради истраживања за роман, нити да је користио Радовићев дневник који чувају.